# Letesenbet Gidey
Letesenbet Gidey, née le 20 mars 1998 à Endameskel dans la Région du Tigré, est une athlète éthiopienne, spécialiste des courses de fond. 
Elle est championne du monde du 10 000 mètres en 2022 à Eugene, vice-championne du monde du 10 000 m en 2019 à Doha, et médaillée de bronze dans cette même épreuve aux Jeux olympiques de Tokyo, en 2021.
Elle est l'actuelle détentrice du record du monde du 10 000 m (29 min 1 s 03 en 2021) et du record du monde du semi-marathon (1 h 2 min 52 s en 2021). Elle a détenu le record du monde du 5 000 mètres de 2020 à 2023.

## Biographie
Elle remporte le titre junior individuel et par équipes lors des championnats du monde de cross-country 2015 et 2017.
En mai 2017, elle se classe troisième du 5 000 m du meeting de Shanghai et porte son record personnel à 14 min 36 s 84.

### Vice-championne du monde du 10 000 m (2019)

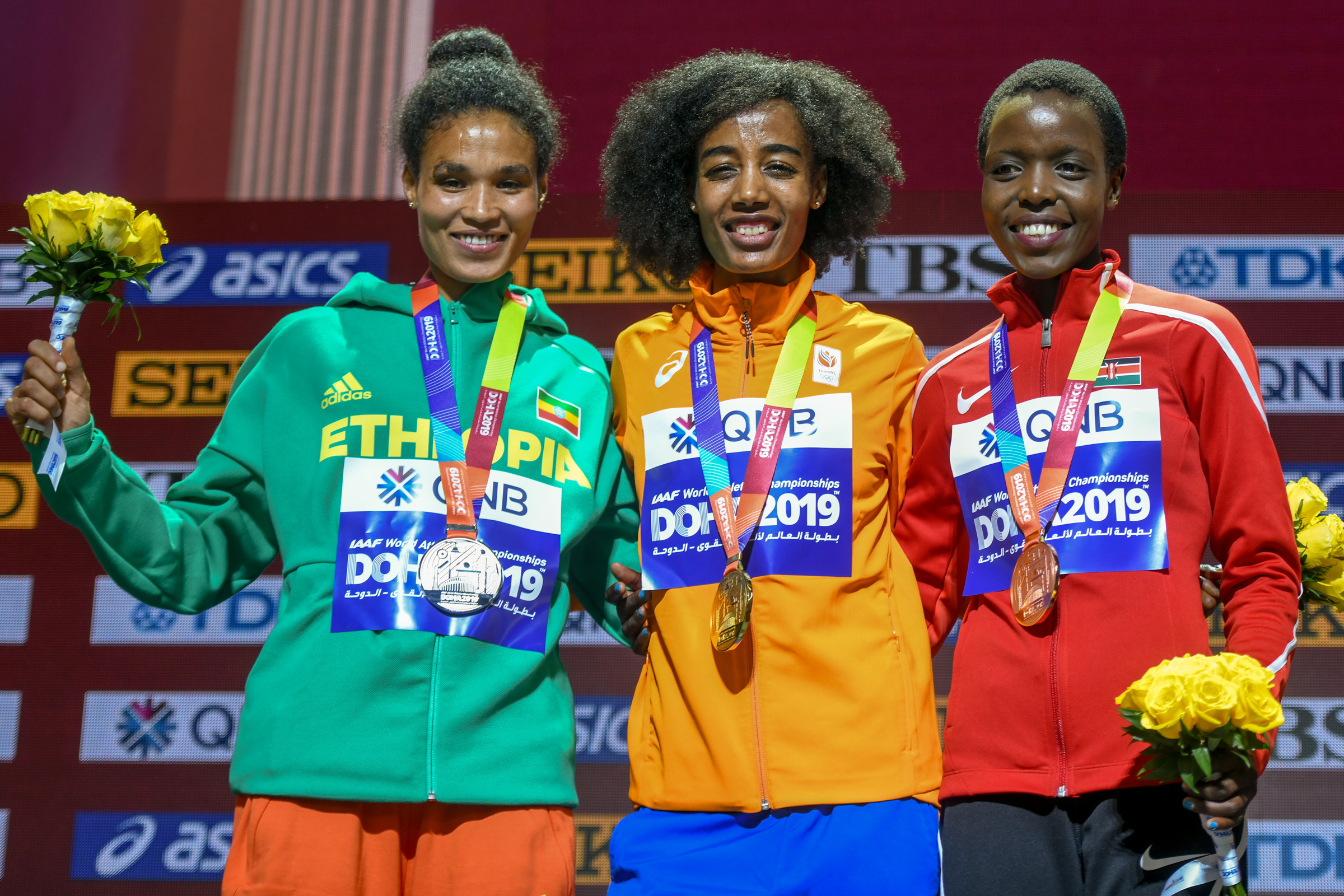
Letesenbet Gidey (à gauche) sur le podium du 10000 m des championnats du monde 2019, à Doha.

Lors des championnats du monde de cross-country 2019, elle décroche la médaille de bronze de l'épreuve individuelle, derrière Hellen Obiri et Dera Dida, et remporte l'épreuve par équipe avec l'Éthiopie.
Elle remporte le 10 000 m des Championnats d'Éthiopie à Addis-Abeba et remporte également le 10 000 m des sélections éthiopiennes pour les championnats du monde, à Hengelo aux Pays-Bas, dans le temps de 30 min 37 s 89.
Le 29 septembre 2019, elle devient vice-championne du monde du 10 000 m aux championnats du monde 2019 à Doha avec un chrono de 30 min 21 s 23, nouveau record personnel, derrière la Néerlandaise Sifan Hassan.

### Records du monde du 5 000 m, du 10 000 m et du semi-marathon (2020-2021)
Le 7 octobre 2020, à Valence, Letensebet Gidey bat le record du monde du 5 000 mètres détenu depuis 2008 par Tirunesh Dibaba (14 min 11 s 15) en parcourant la distance en 14 min 06 s 62,. Gidey dispute alors sa seconde et dernière course de la saison, la première étant également sur 5 000 m, en août 2020 à Monaco.
Huit mois plus tard, le 8 juin 2021 lors des sélections olympiques de son pays délocalisées de nouveau à Hengelo, l'Éthiopienne établit un nouveau record du monde du 10 000 m en parcourant la distance en 29 min 01 s 03. Le précédent record avait été réalisé deux jours plus tôt sur la même piste par Sifan Hassan, en 29 min 06 s 82.
Aux Jeux olympiques de Tokyo en août 2021, l'Éthiopienne mène la finale du 10 000 m à partir du troisième kilomètre mais ne parvient pas à lâcher Sifan Hassan, qui accélère brutalement dans le dernier virage pour décrocher la médaille d'or devant la Bahreïnie Kalkidan Gezahegne. Incapable de changer de rythme, Gidey doit se contenter de la médaille de bronze en 30 min 01 s 72.
Le 24 octobre de la même année, à Valence en Espagne, elle bat le record du monde du semi-marathon avec un temps de 1 h 2 min 52 s, devenant la première femme de l'histoire à compléter cette distance en moins d'1 h 03 min. Le précédent record appartenait à sa compatriote Yalemzerf Yehualaw en 1 h 3 min 44 s.

### Championne du monde du 10 000 m (2022)

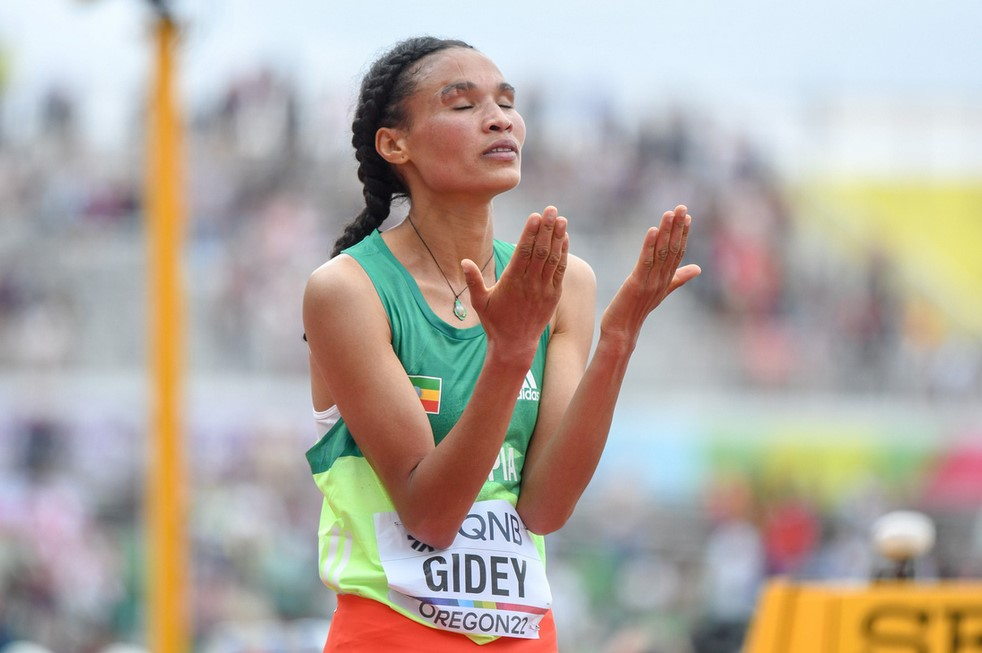
Letesenbet Gidey après sa victoire sur 10000 m lors des championnats du monde 2022.

Letesenbet Gidey se fixe comme objectif de remporter le 5 000 m et le 10 000 m lors des championnats du monde 2022. Le 16 juillet 2022 à Eugene, elle décroche la médaille d'or du 10 000 m — son premier titre international majeur — en établissant la meilleure performance mondiale de l'année en 30 min 9 s 94, après avoir résisté dans la dernière ligne droite au retour de ses concurrentes, parmi lesquelles la championne olympique en titre Sifan Hassan. Elle devance sur le podium les Kényanes Hellen Obiri et Margaret Chelimo Kipkemboi. Elle se classe 5e de l'épreuve du 5 000 m.
En février 2023, aux Championnats du monde de cross-country 2023 de Bathurst, Letesenbet Gidey est en tête de la course à 20 mètres de l'arrivée mais s'effondre. Après avoir reçu de l'aide pour se relever, l'Éthiopienne franchit la ligne en 4e position mais termine finalement non classée.

## Palmarès
| Date | Compétition                    | Lieu             | Résultat | Épreuve            | Temps          |
| ---- | ------------------------------ | ---------------- | -------- | ------------------ | -------------- |
| 2015 | Championnats du monde de cross | Guiyang          | 1re      | Individuel junior  |                |
| 2015 | Championnats du monde de cross | Guiyang          | 1re      | Par équipes junior | —              |
| 2017 | Championnats du monde de cross | Kampala          | 1re      | Individuel junior  |                |
| 2017 | Championnats du monde de cross | Kampala          | 1re      | Par équipes junior | —              |
| 2019 | Championnats du monde de cross | Aarhus           | 3e       | Individuel         |                |
| 2019 | Championnats du monde de cross | Aarhus           | 1re      | Par équipes        | —              |
| 2019 | Ligue de diamant               | Ligue de diamant | 2e       | 5 000 m            | 14 min 29 s 54 |
| 2019 | Championnats du monde          | Doha             | 2e       | 10 000 m           | 30 min 21 s 23 |
| 2021 | Jeux olympiques                | Tokyo            | 3e       | 10 000 m           | 30 min 01 s 72 |
| 2022 | Championnats du monde          | Eugene           | 5e       | 5 000 m            | 14 min 47 s 98 |
| 2022 | Championnats du monde          | Eugene           | 1re      | 10 000 m           | 30 min 09 s 94 |
| 2023 | Championnats du monde          | Budapest         | 2e       | 10 000 m           | 31 min 28 s 16 |

## Records
| Épreuve       | Temps               | Lieu       | Date             |       |
| Piste         | Piste               | Piste      | Piste            | Piste |
| ------------- | ------------------- | ---------- | ---------------- | ----- |
| 1 500 m       | 4 min 11 s 11       | Hérouville | 15 juin 2017     |       |
| 3 000 m       | 8 min 20 s 27 (NR)  | Palo Alto  | 30 juin 2019     |       |
| 5 000 m       | 14 min 6 s 62       | Valence    | 7 octobre 2020   |       |
| 10 000 m      | 29 min 1 s 03 (WR)  | Hengelo    | 8 juin 2021      |       |
| Route         |                     |            |                  |       |
| 10 km         | 33 min 55 s         | Bangalore  | 19 mai 2019      |       |
| 15 km         | 44 min 20 s (MPM)   | Nimègue    | 17 novembre 2019 |       |
| Semi-marathon | 1 h 2 min 52 s (WR) | Valence    | 24 octobre 2021  |       |
| Marathon      | 2 h 16 min 49 s     | Valence    | 4 décembre 2022  |       |